# Марокканская инициатива по Западной Сахаре
Марокканская инициатива по Западной Сахаре или План автономии для Западной Сахары — инициатива, предложенная Марокко в 2006 году как возможное решение Западно-сахарского конфликта.
В 2006 году Королевский консультативный совет по делам Сахары (CORCAS) предложил план автономии Западной Сахаре и сделал визиты в ряд стран, чтобы объяснить предложения. Испанский подход к региональной автономии была названа в качестве возможной модели автономии Западной Сахары, отметив, в частности, случаи Канарских островов, Страны Басков, Андалусии и Каталонии. Этот план был представлен Совету Безопасности ООН в апреле 2007 года и получил поддержку со стороны США и Франции. В письме к президенту Бушу 173 члена Конгресса США одобрило план.
Эта инициатива является основной идеей марокканского предложения на переговорах в Манхассете.